# Пам’ятник воїнам спецзагону, які врятували греблю Криворізької електростанції від вибуху
Пам’ятник воїнам спецзагону, які врятували греблю Криворізької електростанції від вибуху знаходиться по вул. Петрозаводській у Покровському районі м. Кривий Ріг. 

## Передісторія

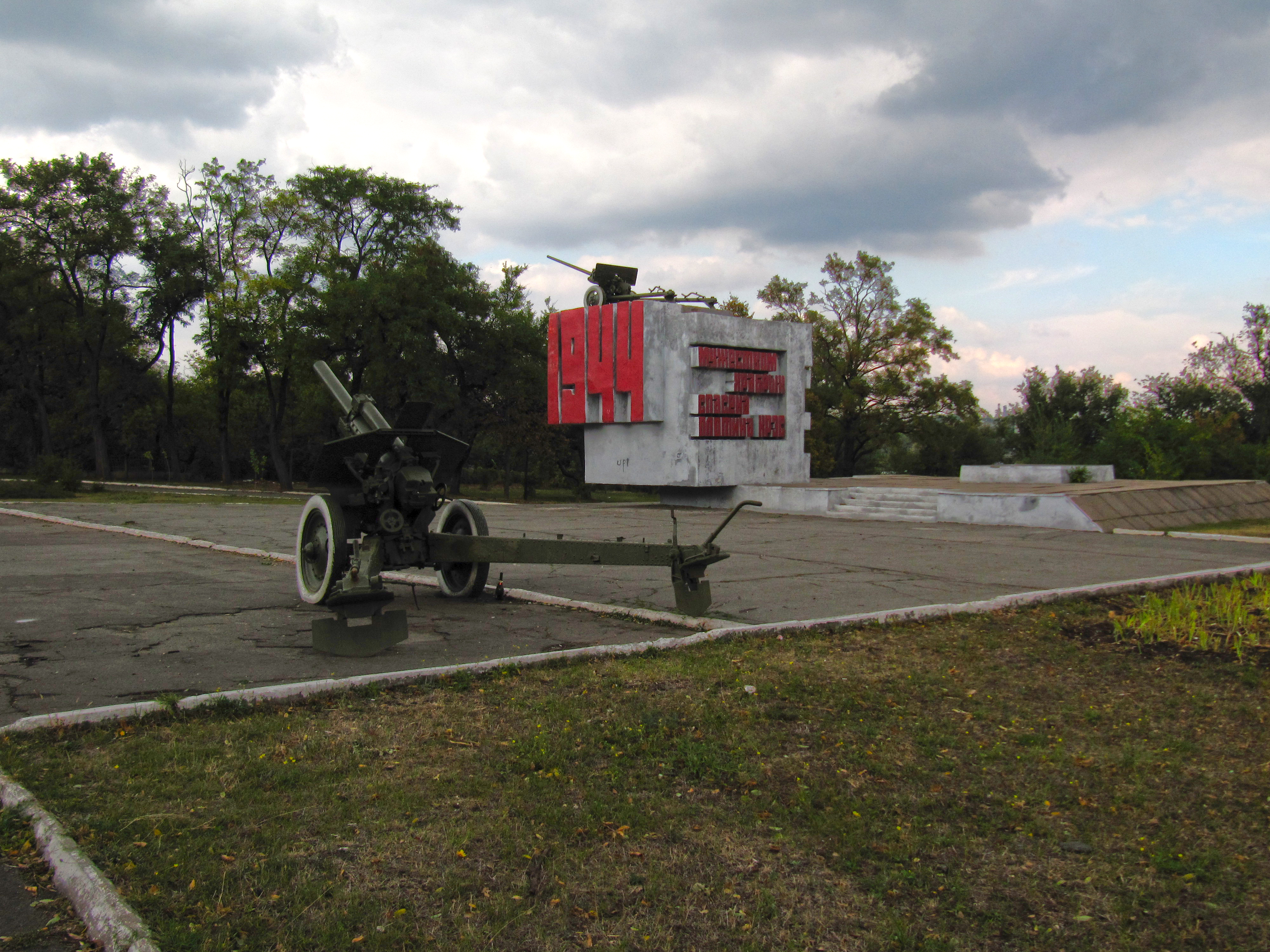

Пам’ятка пов’язана з подіями Другої світової війни. 21 лютого 1944 року загін спеціального призначення під командуванням підполковника Аркадія Миколайовича Шурупова, створеного у складі 37-ї армії, розмінував Криворізьку районну електростанцію та греблю на річці Саксагань, врятувавши їх від вибуху. Під час операції відбито 20 ворожих атак. Гребля, під яку заклали три тони вибухівки, вціліла. Прилеглі робітничі селища були врятовані від затоплення. Серед військовослужбовців 10-ї гвардійської повітряно-десантної дивізії знаходилися бійці 116-го саперного батальйону, 96-ї розвідроти, 276-го, 280-го, 288-го гвардійських стрілецьких полків. У боях загинуло 16 чоловік, 36 поранено. Серед загиблих Герой Радянського Союзу, командир взводу розвідників В. О. Дишинський, Похований у братській могилі поряд зі стелою «На лінії вогню» (Тернівський район, вул. Сергія Колачевського). Всі бійці спецзагону удостоєні орденів та медалей. У Кривому Розі одна з вулиць Тернівського району названа на честь 10-ї гвардійської повітряно-десантної дивізії, її назва висічена на монументі Перемоги серед 22-х частин і з’єднань, які відзначилися в боях за Кривий Ріг. 7 травня 1977 р. на честь воїнів спецзагону Шурупова було встановлено пам’ятник. Архітектор проекту – Святослав Олексійович Буланов. 
Рішенням Дніпропетровського облвиконкому від 12.01.1978р. № 25 пам’ятка взята на державний облік з охоронним номером 2056.

## Пам’ятка

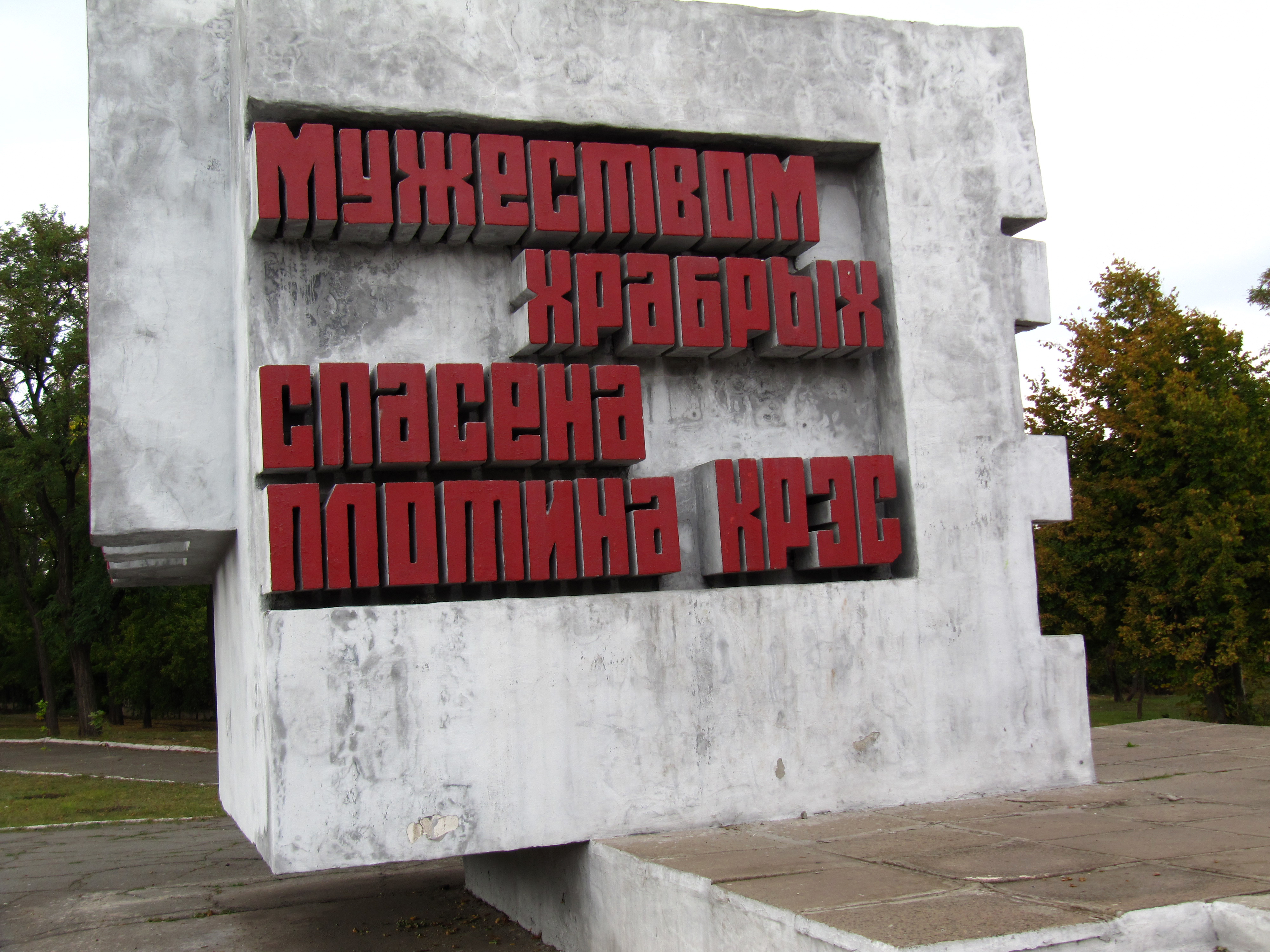

Центром композиції є залізобетонний куб зі сторонами 4,6 м, який на 2/3 своєї площі спирається на південно-західний кут прямокутної площадки – платформи розмірами 15,3х12,3х0,7 м, виступаючи на 1,5 м. На одній стороні кубу розміщено залізобетонний цифровий напис:  
«1944», з виступом на 0,7 м, розміром 4,3х3,3 м. на висоті 1,75 м від основи. На другій стороні –  рельєфний напис залізобетонними літерами на «утопленому» тлі російською мовою у 4 рядки:  
«Мужеством / храбрых / спасена / плотина КРЕС». На третій стороні – рельєфна прямокутна зірка на виступі 3,3х3,3 м. На четвертій стороні – напис російською мовою на «утопленому» тлі у 4 рядки: «Никто / не забыт / ничто / не забыто».  
На верхній площадці куба встановлено 57-міліметрову протитанкову гармату радянського виробництва. В 15 м від кубу стоїть 122-міліметрова гаубиця. В 10 м від гаубиці знаходиться 37-міліметрова зенітна гармата. На площадці, де встановлено моноліт кубу, зроблено горизонтальну бетонну платформу розмірами 3х3х0,6 м. Зверху вона облицьована 6-ма плитами червоного граніту. На них напис російською мовою:  
«Павшим героям бессмертная слава».  
Вся площадка покрита бетонними плитами розмірами 0,70х0,70 м. 